# 北京地下鉄DK20型電車
北京地下鉄DK20型電車（ペキンちかてつDK20がたでんしゃ）は、北京地下鉄1号線の電車。現在は運用を終了している。

## 概要
DK20型は、1994年に生産され合計42両が製造された。北京地下鉄1号線で運用され、各車両片側4ドアの4扉車である。非常口は列車両端の先頭車に設けられていて貫通編成となっている。制御システムは、力行20段+制動18段。2004年に北京地下鉄の車両工場で、白色からシルバーグレー色に塗色変更された(編成番号G108.110-111)。列車運用を終了する前は、古城車両基地に属していた。 DK20型は運用終了後、6号線に試験車両としての列車の一部が使用された。

## 編成
両端の先頭車が制御車、中間車4両が電動車、2Mc4Mの6両編成である。

## 車輛編成
|       | ←苹果園駅方面 | ←苹果園駅方面 | ←苹果園駅方面 | ←苹果園駅方面 | 四恵東駅方面→ | 四恵東駅方面→ | 四恵東駅方面→ |
| 車種  | 編成番号      | Mc            | M             | M             | M             | M             | Mc            |
| DK20G | G108          | G1081         | G1082         | G1083         | G1084         | G1085         | G1086         |
| DK20  | G109          | G1091         | G1092         | G1093         | G1094         | G1095         | G1096         |
| DK20G | G110          | G1101         | G1102         | G1103         | G1104         | G1105         | G1106         |
| DK20G | G111          | G1111         | G1112         | G1113         | G1114         | G1115         | G1116         |
| DK20  | G112          | G1121         | G1122         | G1123         | G1124         | G1125         | G1126         |
| DK20  | G113          | G1131         | G1132         | G1133         | G1134         | G1135         | G1136         |
| DK20  | G114          | G1141         | G1142         | G1143         | G1144         | G1145         | G1146         |

- 備考
  - Mc - 先頭車（モーターなし）
  - M - 中間車 （モータ車）